# Lio (Ort)
Lio ist ein osttimoresischer Ort im Suco Seloi Craic (Verwaltungsamt Aileu, Gemeinde Aileu).

## Geographie und Einrichtungen
Das Dorf Lio liegt im östlichen Teil der Aldeia Lio auf einer Meereshöhe von 1103 m. Eine Straße durchquert die Siedlung von Nord nach Süd, um die sich die Gebäude gruppieren. An der Grenze der Aldeia, wo die Missionsstation Seloi (portugiesisch Estasaun Missionario Nossa Senhora do Rosario de Fátima Seloi) und die Kirche Nossa Senhora de Fatima Seloi Craic stehen, führt die Straße über die Brücke Ponte Ki'ik Lio. Dahinter beginnt die Aldeia Colihoho und der Ort Siliboro. Vom Zentrum von Lio zweigt eine Straße nach Westen ab. Sie führt zur Überlandstraße von Gleno nach Turiscai, die direkt hinter der Grenze zur Gemeinde Ermera verläuft. Östlich vom Dorf Lio liegt der Lago Seloi (Seloi-See), ein temporärer See, der in der Regenzeit entsteht.
Im Dorf Lio befinden sich eine Grundschule und eine medizinische Station.